# Kanton Cruzy-le-Châtel
Kanton Cruzy-le-Châtel (fr. Canton de Cruzy-le-Châtel) byl francouzský kanton v departementu Yonne v regionu Burgundsko. Skládal se ze 16 obcí. Zrušen byl po reformě kantonů 2014.

## Obce kantonu
- Arthonnay
- Baon
- Cruzy-le-Châtel
- Gigny
- Gland
- Mélisey
- Pimelles
- Quincerot
- Rugny
- Saint-Martin-sur-Armançon
- Sennevoy-le-Bas
- Sennevoy-le-Haut
- Tanlay
- Thorey
- Trichey
- Villon